# Troglophilus escalerai
Troglophilus escalerai is een rechtvleugelig insect uit de familie grottensprinkhanen (Rhaphidophoridae). De wetenschappelijke naam van deze soort is voor het eerst geldig gepubliceerd in 1899 door Bolívar.